# Lufttransport Staffel 1
Die Lufttransport Staffel 1 (LT St 1, französisch Escadrille Transport Aérien «La UNE») ist auf dem Militärflugplatz Payerne beheimatet.
Die Staffel «La UNE» gehört zusammen mit der Lufttransport Staffel 5 (französisch Escadrille Transport Aérien 5) zum Lufttransportgeschwader 1. Das Wappen der Lufttransport Staffel 1 ist eine schwarze Fledermaus vor einer orangen Ziffer 1 auf grünem Grund.

## Geschichte
Die Lufttransport Staffel 1 wurde 1965 gegründet und ist eine Helikopterstaffel der Westschweiz. Bis 1973 nutzte die Lufttransport Staffel 1 auch das Flächenflugzeug Piper Super Cub. Von 1968 bis 1992 wurden Alouette II benutzt, die Alouette III von 1974 bis 2010. Heutzutage besteht sie aus 18 Berufs- und Milizpiloten, die mit Super Puma, Cougar und EC635 fliegen. Ihre Hauptaufgaben sind der Lufttransport zugunsten der Truppen der Armee und der Transport von Waren an der Lastenschlinge. Weitere Aufgaben sind Such- und Rettungseinsätze. Bei Bedarf unterstützt die Lufttransportstaffel 1 ausserdem die zivilen Behörden (z. B. bei Polizeieinsätzen, im Kampf gegen Waldbrände oder bei Evakuierungen aufgrund von Lawinen) und die Grenzwacht bei Überwachungsflügen. Ein Team des Flugplatzkommandos Payerne und somit auch der Lufttransport Staffel 1, bestehend aus 2 Piloten und 3 Mechanikern, leistet seit 2002 jährlich 16 Wochen Einsatz im Kosovo zugunsten der KFOR.
Die Lufttransport Staffel 1 kann auf die Nachtsichtgeräte und Navigationsgeräte ihrer Helikopter zählen. Aus diesem Grund hat die LT 1 die  nachtaktive Fledermaus für ihr Logo ausgesucht.

## Luftfahrzeuge
- Piper Super Cub
- Alouette II
- Alouette III
- AS332M1 Super Puma
- AS532UL Cougar
- Eurocopter EC635